# Roclassick2
『Roclassick2』（ロックラシック2）は、BIGMAMAの2枚目のコンセプトアルバム。2014年4月16日にRX-RECORDSよりリリースされた。

## 概要
4年前にリリースされた『Roclassick』の第2弾となるコンセプトアルバム。『Roclassick』同様、収録されている全楽曲が、既存のクラシック音楽のオマージュとなっている。アルバムとしては前作『君想う、故に我在り』より、1年1ヶ月ぶりのリリースとなる。
今作は、『ロックとクラシックでライブハウスを熱狂させる』ということに、より重きを置いて作られたアルバムである。

## 楽曲解説
Animanimus
元々「No.9」が1曲目の候補に挙がっていたが、それではオープニングらしさが無いということで、1曲目らしいアグレッシブさをテーマに作られた楽曲。
Swan Song
MVが作られている。
「白鳥の湖」が元々バレエの楽曲であることから、ロックミュージックとして再構築して人を躍らせることをコンセプトに作られた。しかし「白鳥の湖」がバッドエンドであることから、金井曰く、歌詞は暗めにされている。
No.9
原曲の持つ祝祭感を、楽曲の盛り上がりのピークに置きつつ、単なるハッピーソングにはせず、「地球最後の日」というイメージで作られた楽曲。

## 収録曲
| 全作詞: 金井政人、全作曲・編曲: BIGMAMA。 |                                                          |          |            |      |
| #                                         | タイトル                                                 | 作詞     | 作曲・編曲 | 時間 |
| 1.                                        | 「Animanimus(ブラームス『ハンガリー舞曲』)」             | 金井政人 | BIGMAMA    | 4:11 |
| 2.                                        | 「Swan Song (チャイコフスキー『白鳥の湖』)」             | 金井政人 | BIGMAMA    | 3:46 |
| 3.                                        | 「No.9 (ベートーヴェン『交響曲第9番「歓喜の歌」』)」     | 金井政人 | BIGMAMA    | 3:30 |
| 4.                                        | 「Royalize (サティ『ジムノペディ』)」                    | 金井政人 | BIGMAMA    | 4:18 |
| 5.                                        | 「Perfect Gray (グリーグ『「ペールギュント」第1組曲』)」 | 金井政人 | BIGMAMA    | 2:55 |
| 6.                                        | 「bambino bambina (エルガー『威風堂々』)」               | 金井政人 | BIGMAMA    | 3:31 |
| 7.                                        | 「Moonlight (ドビュッシー『月の光』)」                   | 金井政人 | BIGMAMA    | 4:01 |
| 合計時間:                                 | 合計時間:                                                | 26:12    |            |      |